# نیر الون

نیر الون (به انگلیسی: Nir Alon (footballer)) مدافع اهل اسرائیل است که از سال ۱۹۸۸ تا ۱۹۸۹ میلادی عضو تیم ملی فوتبال اسرائیل بوده و در ۲۰ بازی ملی حضور داشته است. نیر الون توانسته در بازی‌های ملی، ۱ گل به ثمر برساند.